# Bakerloo (zespół muzyczny)
Bakerloo (początkowo jako The Bakerloo Blues Line ) – angielskie trio blues-rockowe, założone pod koniec lat 60. XX wieku, którego członkami byli: gitarzysta David „Clem” Clempson, basista Terry Poole oraz perkusista Keith Baker. Chociaż grupa była aktywna przez około rok (1968–1969) i wydała tylko jeden album, odegrała ważną rolę w historii gatunku, zwłaszcza ze względu na późniejsze zaangażowanie jej członków w zespołach takich jak Colosseum, Humble Pie, May Blitz, Graham Bond, Vinegar Joe i Uriah Heep.

## Historia
The Bakerloo Blues Line została założona w lutym 1968 roku przez Davida „Clema” Clempsona i Terry'ego Poole'a. Nazwa zespołu pochodzi od nazwy linii londyńskiego metra - Bakerloo Line.
Grupa zaczęła regularnie występować w Henry's Blueshouse w Birmingham, następnie, dzięki uprzejmości swojego menedżera, Jima Simpsona (który zajmował się również Black Sabbath, znanym wówczas jako Earth), wzięła udział w trasie po Wielkiej Brytanii, nazwanej „Big Bear Ffolly” (razem z zespołami Earth, Locomotive oraz Tea and Symphony). Zespół wystąpił również jako support przed debiutem Led Zeppelin w słynnym londyńskim klubie Marquee 18 października 1968 roku.
Po uproszczeniu nazwy do „Bakerloo” grupa podpisała kontrakt z Harvest Records w połowie 1969 roku. Ich pierwszym wydawnictwem był lipcowy singiel „Drivin' Bachwards”/„Once Upon a Time” (HAR 5004). Strona A to opracowanie melodii J. S. Bacha Bourrée ze Suity lutniowej e-moll. Płyta pojawiła się tuż przed wydaniem piosenki zatytułowanej Bourrée, autorstwa Jethro Tull, z ich drugiego albumu Stand Up z sierpnia 1969 roku.
W listopadzie 1969 ukazała się debiutancka płyta zespołu zatytułowana Bakerloo. Choć recenzje debiutu były przychylne, sama grupa była w rozsypce pod koniec 1969 roku. Zanim płyta została wydana, skład Clempson-Poole-Baker zdecydował się pójść własnymi drogami. Clempson zastąpił Jamesa Litherlanda na stanowisku gitarzysty w Colosseum, a w 1971 pojawił się jako następca Petera Framptona w Humble Pie. Poole i Baker również ruszyli dalej, tworząc zespół May Blitz, chociaż obaj odeszli, zanim grupa podpisała kontrakt z Vertigo Records. Poole grał później z kilkoma innymi zespołami, w tym z Grahamem Bondem i Vinegar Joe, podczas gdy Baker występował z Supertramp i Uriah Heep.

## Dyskografia
- 1969 Bakerloo